# 太陽城 (海地)

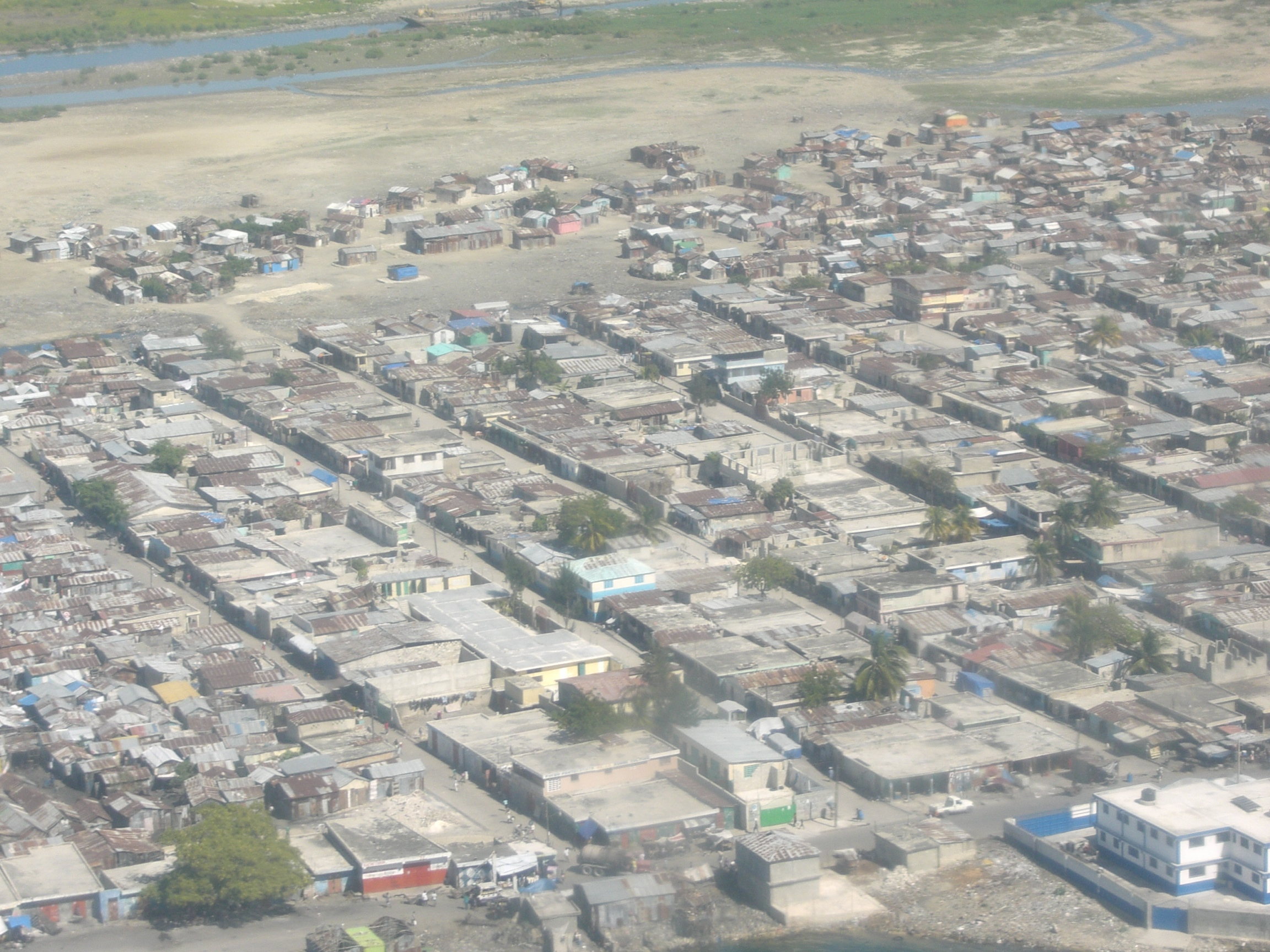

太陽城（法語：Cité Soleil），是海地首都太子港一個極其貧困和人口稠密的貧民區，也是北半球最大貧民區之一。該地區被普遍認為是西半球最貧窮和最危險的地區。
該地區有幾乎沒有下水道，污水渠露天開放，正規企業很少，没有電力，有少數醫院，和一間官立學校。當地居民受極端貧困和長期失業困擾，文盲率很高。
該社區位於杜桑·卢维杜尔國際機場西端，它開始於1958年形成，當時有52個家庭。在1966年的夏天在太子港另一個貧民區拉薩林火災後，1,197家湧入，在1983年，普查錄得82,191人在太陽城。
太陽城最早的房屋是為糖廠工人建造，後來安置當地出口加工區的體力勞動工人。在20世紀80年代初因海地農村工人到首都找工作大量人口湧入太陽城。
太陽城的房子多数由木頭和鐵皮建造，據估計，60％至70％的房子沒有廁所。該地區已被稱為“海地社會種種弊病的縮影：地方性失業，文盲，公共服務不存在，不衛生的條件下，猖獗的犯罪和武裝暴力”。